# Franconia

Franconia auf dem Franconiabrunnen in Würzburg

Franconia (der latinisierte Ausdruck für Franken) ist die weibliche Symbolgestalt und weltliche Patronin Frankens und stellt die personifizierte Allegorie für diese Region dar. Sie ist vergleichbar mit der Bavaria für den Freistaat Bayern oder Borussia für Preußen.
Eine herausragende bildliche Darstellung der Franconia befindet sich auf dem 1894 erbauten Frankoniabrunnen vor der Würzburger Residenz. Sie zeigt eine Frau im Harnisch und Kriegermantel, mit dem Herzogshut gekrönt, in der linken Hand das „Rennfähnlein“ des Hochstifts Würzburg. Die Rechte ist in einer herrschaftlichen Geste ausgestreckt.
Auf dem Würzburger Vierröhrenbrunnen (Beim Grafeneckart), der von Balthasar Neumann 1727 entworfen und gemeinschaftlich von Jacob von der Auvera und Johann Peter Wagner ausgeführt wurde, am 23. August 1733 erstmals Wasser spendete und 1766 fertiggestellt wurde, steht über dem Obelisk des Brunnens die Frankonia mit Herzogschwert und Rennfahne. Oberhalb der Brunnenschale sind die vier Tugenden Tapferkeit (Fortitudo), Klugheit (Prudentia), Mäßigung (Temperantia) und Gerechtigkeit (Justitia) dargestellt. Mit einem Kanalsystem zu diesem Brunnen wurde von Balthasar Neumann erstmals die Frischwasserversorgung von Würzburg hergestellt.